# 1731 a tudományban
Az 1731. év a tudományban és a technikában.

## Geológia
- Nicholas Cerillo feltalálja a modern szeizmográfot.

## Technika
- Feltalálják a hőmérőt.
- Feltalálják a szigonypuskát.

## Díjak
- Copley-érem: Stephen Gray

## Halálozások
- december 19. -  Brook Taylor matematikus. (* 1685)
- Magnus Bromelius (* 1679)
- Bartolomeo Cristofori (* 1655)